# Lávka v Lužci nad Vltavou
Lávka v Lužci nad Vltavou překonává Vltavu a spojuje tak obec Lužec nad Vltavou s vesnicí Bukol v obci Vojkovice. Slouží pěším a cyklistům, příležitostně i integrovanému záchrannému systému, jelikož má nosnost až 3,5 tuny. Prochází po ní cyklotrasa CT 7 a dálková cyklotrasa EuroVelo 7.
Celá stavba vyšla na 60 milionů korun, z 85 procent (46 milionů) ji hradil Státní fond dopravní infrastruktury, obec hradila 14 milionů a Středočeský kraj 4,8 milionů. Za architektonicko-konstrukčním návrhem a projektem stojí architekt a mostní inženýr Petr Tej architekt Marek Blank a mostní inženýr Jan Mourek. Statický návrh a realizační dokumentaci vypracovali mostní inženýři Lukáš Vráblík, Ondřej Matoušek a Petr Harazim ze společnosti Novák & Partner (Valbek).

## Historie

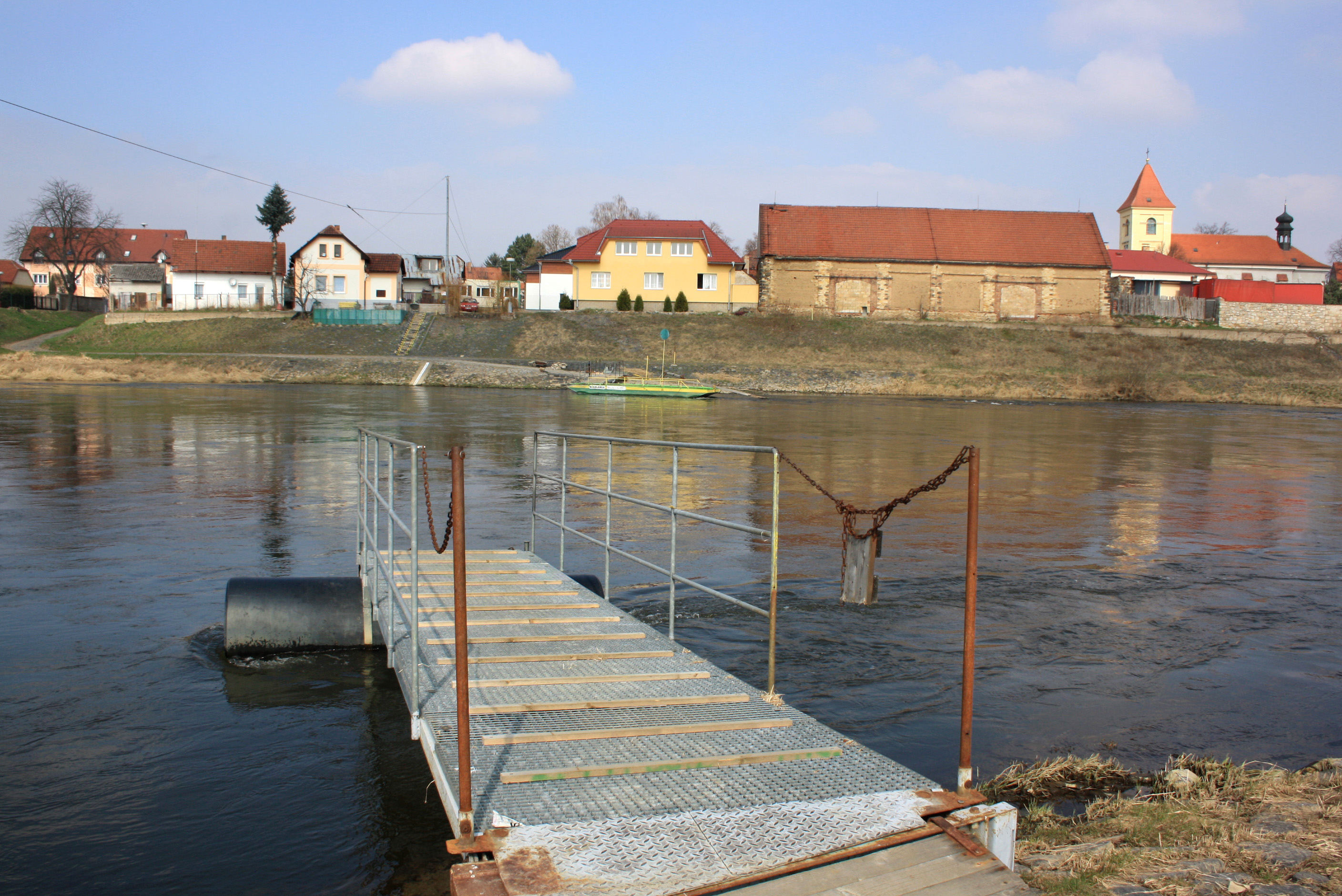
Molo u přívozu, který v Lužci nad Vltavou předcházel lávce (2012)

V místě lávky se dříve nacházel přívoz. Funkci lávky předtím provizorně vykonával také horkovod mezi Zálezlicemi a Zelčínem, kudy také provizorně vedly páteřní cyklotrasy (i přesto, že zde cyklisté museli překonávat schodiště). Horkovod byl po jejím otevření pro pěší a cyklisty uzavřen.
Samotný projekt lávky vznikl v roce 2015, k dokončení došlo na konci léta 2020.

## Popis
Rozpětí lávky je 131 metrů, celková délka stavby včetně nájezdových ramp je 212,7 metrů. Lávka široká 3,2 metru je zavěšena na ocelovém nosném pylonu, který má výšku 40 metrů. Její závěsy tvoří uzamčená ocelová pozinkovaná lana. Součástí stavby je i osvětlení.